# Ralf Reinders

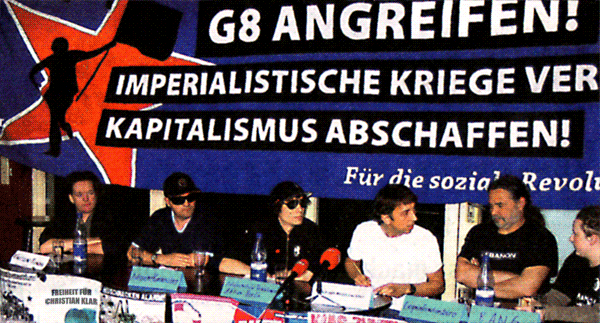
Ralf Reinders (2. von rechts) 2007

Ralf Reinders (* 27. August 1948 in Berlin-Reinickendorf), Spitzname Bär, ist ein ehemaliger Terrorist der Bewegung 2. Juni.

## Leben
Ralf Reinders wurde 1948 in Berlin als Sohn eines Niederländers und einer Deutschen geboren. Sein Vater war während des Zweiten Weltkrieges als Zwangsarbeiter nach Deutschland verschleppt worden. Seine Mutter verlor aufgrund ihrer Ehe die deutsche Staatsangehörigkeit. Er ging nach der 8. Klasse von der Oberschule ab und machte eine Lehre als Rotaprint-Drucker.
1965 war er an der Krawallen nach einem Konzert der Rolling Stones in Berlin, der sogenannten Waldbühnenschlacht, beteiligt. Reinders beteiligte sich an Studentenaktionen und Demonstrationen gegen den Vietnamkrieg. Mit der Erschießung des Studenten Benno Ohnesorg durch einen Polizisten am 2. Juni 1967 begann die eigentliche Politisierung: „Nach all den Prügeln und Schlägen hatten wir das Gefühl, dass die Bullen auf uns alle geschossen haben.“
Reinders gehörte der im Juli 1969 gegründeten linksextremen Gruppe Zentralrat der umherschweifenden Haschrebellen an, die Haschisch-Razzien in Szene-Kneipen zum Anlass nahm, Straßenschlachten zu organisieren. Er kam daraufhin für sechs Wochen ins Gefängnis. Im November 1970 tauchte Reinders ab, weil eine Fahndung gegen ihn lief.
Es gab erste Kontakte zur Baader-Meinhof-Gruppe, die zu der Zeit die Baader-Befreiung vorbereitete. Nach mehreren Anschlägen, Banküberfällen und anderen Aktionen entstand im Januar 1972 die terroristische Vereinigung „Bewegung 2. Juni“ aus zwölf Leuten von drei verschiedenen Gruppen.
Nachdem Mitglieder der Bewegung 2. Juni den Berliner Kammergerichtspräsidenten Günter von Drenkmann ermordet, den CDU-Politiker Peter Lorenz entführt und einige Banküberfälle verübt hatten, wurde Reinders zusammen mit Inge Viett und Juliane Plambeck nach fast fünf Jahren im Untergrund am 9. September 1975 festgenommen.
Am 10. April 1978 begann in Berlin vor dem Kammergericht der „Lorenz-Drenkmann-Prozess“ gegen Ronald Fritzsch, Gerald Klöpper, Till Meyer, Fritz Teufel, Andreas Vogel und Ralf Reinders. Reinders erhielt 15 Jahre Haft, von denen er zwölf verbüßte. Er wurde am 14. September 1990 aus der Justizvollzugsanstalt Berlin-Moabit entlassen. Als niederländischem Staatsbürger drohte ihm nach der Haftentlassung zeitweise die Abschiebung aus Deutschland.
Reinders war Anmelder der „revolutionären 1. Mai Demonstration“ in Berlin 2008, nachdem er auf der Demonstration 2007 Opfer der RAF verhöhnt hatte. Nach Angaben der Organisatoren habe man Reinders gebeten, die Demonstration anzumelden, um sich „solidarisch hinter seine Biografie zu stellen“. Unter dem Beifall aus dem Bereich der Antifa rechtfertigte er die RAF-Morde an Generalbundesanwalt Buback und Arbeitgeberpräsident Schleyer. Frank Henkel, seinerzeit Innenexperte der Berliner CDU-Fraktion, forderte daraufhin, die Verbindungen zwischen linksextremer Szene und früheren Terroristen sorgsam zu beobachten.

## Schriften
- Die Bewegung 2. Juni. Gespräche über Haschrebellen, Lorenzentführung, Knast. Berlin/Amsterdam 1995 ISBN 3-89408-052-3 (gemeinsam mit Ronald Fritzsch), auch als Online-Version und PDF-Download